# Liste des cathédrales de Roumanie
Cet article recense les cathédrales de la Roumanie.
La Roumanie possède plusieurs cathédrales.

## Catholicisme

### Église catholique romaine
- Cathédrale Saint-Michel à Alba Iulia
- Cathédrale Saint-Joseph à Bucarest
- Cathédrale Notre-Dame-Reine à Iași
- Cathédrale Sainte-Marie à Oradea
- Cathédrale de l’Ascension à Satu Mare
- Cathédrale Saint-Georges à Timișoara

### Église grecque-catholique roumaine
- Cathédrale de la Transfiguration à Cluj-Napoca
- Cathédrale de la Sainte-Trinité à Blaj
- Cathédrale de la Descente-du-Saint-Esprit à Lugoj
- Cathédrale Sainte-Marie à Baia Mare
- Cathédrale Saint-Nicolas à Oradea
- Cathédrale Saint-Basile-le-Grand à Bucarest

### Église arménienne catholique
- Cathédrale de la Sainte-Trinité à Gherla

### Église luthérienne
- Cathédrale évangélique à Sibiu

## Orthodoxie

### Église orthodoxe roumaine
- Cathédrale du Couronnement à Alba Iulia
- Cathédrale Saint-Alexandre à Alexandria
- Arad
  - Cathédrale de la Sainte-Trinité
  - Cathédrale de la Nativité-de-Saint-Jean-Baptiste
- Cathédrale de la Sainte-Trinité à Baia Mare
- Bucarest
  - Cathédrale patriarcale des Saints-Constantin-et-Hélène
  - Cathédrale du salut de la nation roumaine
- Cathédrale de l’Ascension-de-Notre-Seigneur à Bacău
- Cathédrale de l’Ascension-de-Notre-Seigneur à Buzău
- Cathédrale Saint-Georges à Caransebeș
- Cathédrale de la Dormition-de-la-Mère-de-Dieu à Cluj-Napoca
- Cathédrale Saints-Pierre-et-Paul à Constanța
- Cathédrale Saint-Dimitri à Craiova
- Église princière Saint-Nicolas à Curtea de Argeș
- Cathédrale de la Nativité-de-la-Mère-de-Dieu de Drobeta-Turnu Severin
- Cathédrale de la Résurrection-de-Notre-Seigneur à Fălticeni
- Cathédrale Saint-Nicolas à Galați
- Cathédrale de la Présentation-de-la-Vierge-Marie-au-Temple à Gherla
- Cathédrale de la Dormition-de-la-Mère-de-Dieu à Giurgiu
- Cathédrale d'Hunedoara à Hunedoara
- Cathédrale Saints-Pierre-et-Paul de Huși
- Cathédrale métropolitaine de Iași
- Cathédrale de l’Assomption-de-Marie à Oradea
- Cathédrale Saint-Georges à Pitești
- Cathédrale Saint-Nicolas à Râmnicu Vâlcea
- Cathédrale des Saints-Voïvodes de Roman
- Cathédrale Saint-Georges à Sfântu Gheorghe
- Cathédrale de la Sainte-Trinité à Sibiu
- Cathédrale de l'Ascension-de-Notre-Seigneur à Slobozia
- Suceava
  - Cathédrale Saint-Georges
  - Cathédrale de la Nativité
- Cathédrale de la Sainte-Trinité à Târgoviște
- Cathédrale Saint-Georges à Tecuci
- Cathédrale des Trois-Saints-Hiérarques à Timișoara
- Cathédrale Saint-Nicolas à Tulcea
- Cathédrale Saint-Paraschiva à Zalău

### Église orthodoxe serbe
- Cathédrale de l’Ascension à Timișoara